# Предраг Јаковљевић
Предраг Јаковљевић (Крагујевац, 23. јуна 1970) је српски инжењер машинства и квалитета, графички дизајнер, хералдичар, оснивач и председник Фондације Краљевске куће Обреновић.
Јаковљевић је самопроглашени принц и потомак Јакова Обреновића који има тзв. претензије на престо Србије.
Један део потомака Јакова Обреновића на Цвети 2015. године је организовао и прогласио обнову Краљевске куће Обреновића, те изабрао Предрага Јаковљевића за старешину Краљевске куће Обреновић и тзв. претендента на престо Србије. Године 2016. Предраг Јаковљевић се састао са Ђорђем (Томиславом) Карађорђевићем тиме је и званично признато постојање потомака династије Обреновић од стране члана династије Карађорђевић што је створило даљу потенцијалну могућност претензија на престо Србије од стране обе династије, с обзиром да више не постоји Краљевина Југославија.